# 欧洲E28公路
欧洲E28公路（E28）是欧洲的一条国际公路，起点为德国首都柏林，经过波兰、俄罗斯加里寧格勒、立陶宛，终点为白俄罗斯首都明斯克，全长约1230公里。

## 线路
欧洲E28公路穿过以下主要城市：

- 德国：柏林 - 普伦茨劳
- 波兰：什切青 - 戈莱纽夫 - 科沙林 - 斯武普斯克 - 格但斯克 - 埃尔布隆格
- 俄罗斯：加里宁格勒 - 涅斯捷罗夫
- 立陶宛：馬里揚泊列 - 维尔纽斯
- 白俄罗斯：明斯克

## 沿途风景

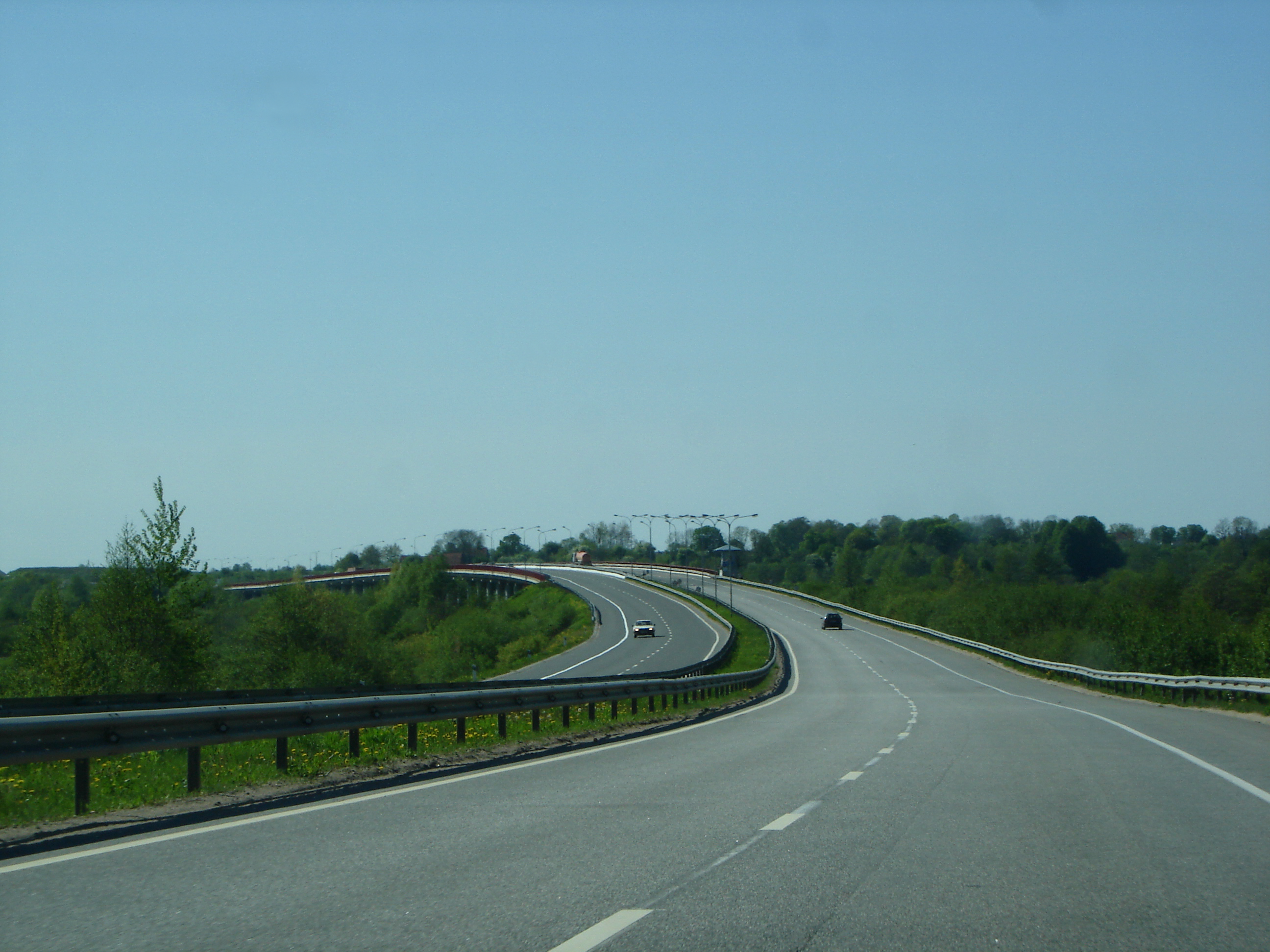
欧洲E28公路俄罗斯加里宁格勒路段
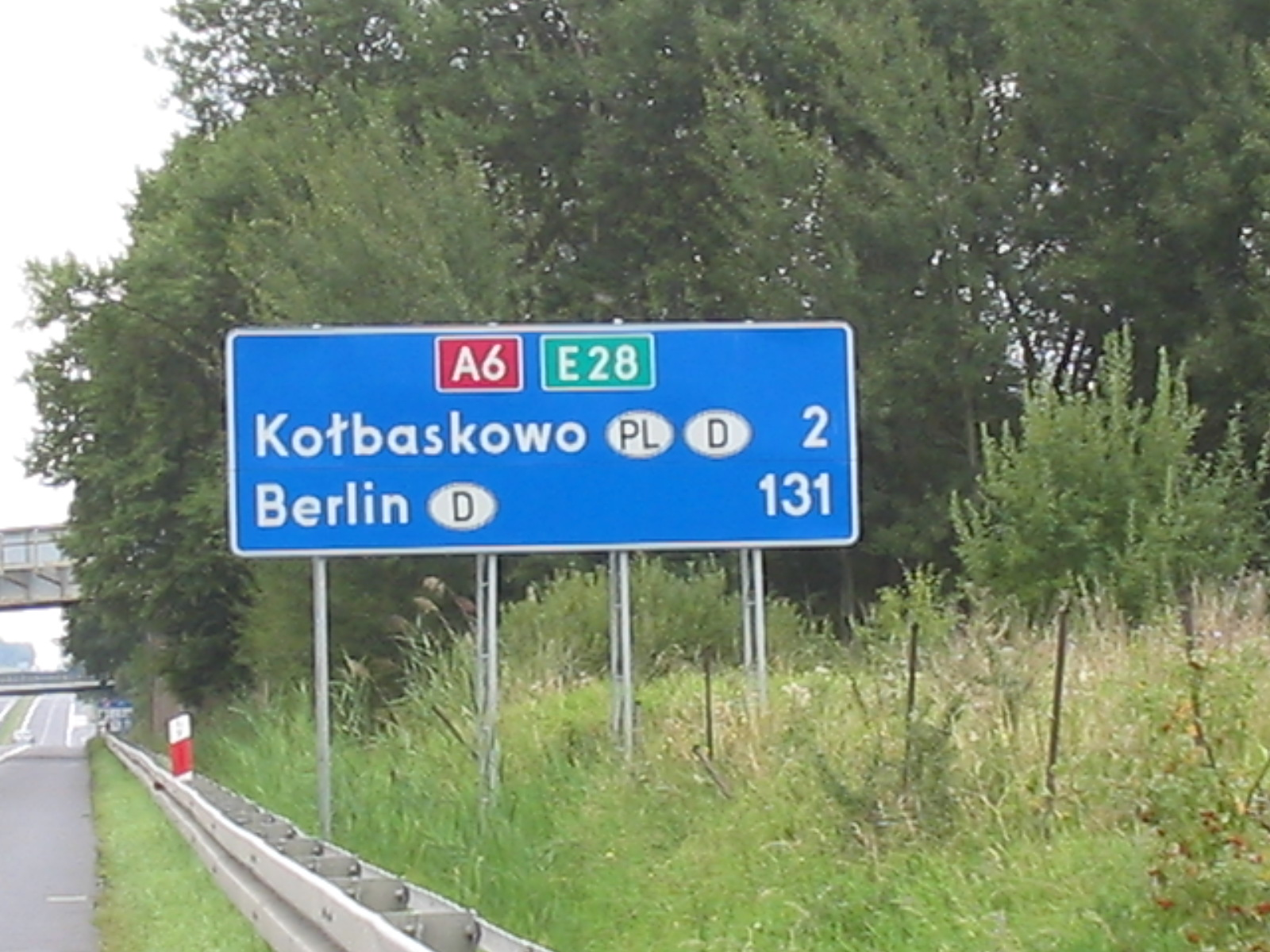
欧洲E28公路经过德国和波兰边境